# Stebni, Verhovîna
Stebni (în ucraineană Стебні) este o comună în raionul Verhovîna, regiunea Ivano-Frankivsk, Ucraina, formată numai din satul de reședință.

## Demografie
Componența lingvistică a comunei Stebni
     Ucraineană (100%)
Conform recensământului din 2001, toată populația comunei Stebni era vorbitoare de ucraineană (100%).